# Marsz Jekaterynosławski
Marsz Jekaterynosławski (ros. Екатеринославский поход) – przemarsz ochotniczych rosyjskich oddziałów wojskowych z Ukrainy w celu połączenia z Armią Ochotniczą Białych podczas wojny domowej w Rosji.

## Przebieg
W 1918 r. w Jekaterynosławiu stacjonował, znajdujący się w stadium formowania, ukraiński VIII Korpus gen. mjr. Ihnatija Wasilczenki Armii Hetmanatu hetmana Pawło Skoropadskiego. Większość żołnierzy, wśród których była duża liczba Rosjan, była wroga ideom separatyzmu Ukrainy. 
Pod koniec listopada 1918 r., kiedy władza P. Skoropadskiego została obalona przez zwolenników Semena Petlury, większość oficerów VIII Korpusu zorganizowała obronę Jekaterynosławia przed atakującymi wojskami „petlurowców”. Postanowiono zorganizować przemarsz części oddziałów Korpusu na spotkanie z Armią Ochotniczą gen. Antona Denikina. 
Nocą z 27 na 28 listopada z Jekaterynosławia wyszedł improwizowany oddział wojskowy na czele z gen. I. Wasilczenką, byłym szefem sztabu VIII Korpusu gen. mjr. Porfirijem Kisłym i byłym szefem oddziału operacyjnego sztabu płk. Giermanem Konowałowem. W skład oddziału wchodziły 43 i 44 pułki piechoty, 250-osobowa ochotnicza drużyna oficerska, 7 noworosyjski pułk konny, dywizjon samochodów pancernych, bateria artylerii, pluton inżynierski i szpital polowy. Ogółem liczyły one ponad 1 tys. żołnierzy. 
Podczas marszu na południe porzucono wszystkie pojazdy z powodu ich awarii. Nie mogąc przeprawić się przez Dniepr, na którego przeciwległym brzegu stały oddziały bolszewickie, zdecydowano się na zmianę kierunku marszu w stronę Perekopu na Krymie. Marsz trwał 34 dni, podczas których żołnierze przeszli ponad 500 wiorst na tyłach wojsk bolszewickich i „petlurowskich”, a także oddziałów Nestora Machno i innych. Podczas jego trwania doszło do walk 29 listopada w rejonie wsi Bałaszowki, 10 grudnia między wsiami Marinskaja i Nowoworoncowskaja, 11 grudnia pod wsią Dutczino i 13 grudnia pod Berisławlem. 2 stycznia 1919 r. osiągnięto Perekop. Stamtąd przez Dżankoj Oddział został skierowany do Symferopola, gdzie został włączony w skład Ochotniczej Armii Krymsko-Azowskiej gen. mjr. Aleksandra Borowskiego. Jej sztab został prawie w całości skompletowany z oficerów sztabowych oddziału gen. I. M. Wasilczenki. Żołnierze zasilili głównie 4 (Krymską) Dywizję Piechoty.
6 czerwca 1920 r. rozkazem głównodowodzącego wojskami białych gen. Piotra Wrangla dla uczestników Marszu Jekaterynosławskiego został ustanowiony specjalny znak wojskowy – Krzyż Marszu Jekaterynosławskiego w kolorze czarnym.